# Oxus intermedius
Oxus intermedius är en kvalsterart som beskrevs av Marshall 1926. Oxus intermedius ingår i släktet Oxus och familjen Oxidae. Inga underarter finns listade i Catalogue of Life.